# Palasport Andrea Ioan
Il palazzetto dello sport Andrea Ioan è il principale palazzo dello sport di Città di Castello. Nel 2011 è stato intitolato ad Andrea Ioan, capotifoso della Pallavolo Città di Castello e figlio del presidente Arveno, in seguito alla sua prematura scomparsa.
L'impianto dispone di una capienza di 1.000 posti